# Jerzy Tomaszewski (fotograf)

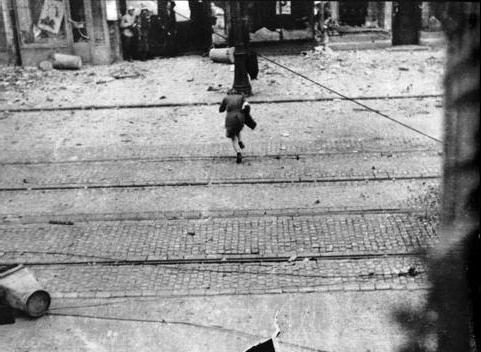
Jedna z nejslavnějších Tomaszewského fotografií: Styčný důstojník běží pod palbou ulicí Nowy Świat.

Jerzy Tomaszewski pseudonym Jur (20. ledna 1924 ve Varšavě – 26. ledna 2016 tamtéž ) byl polský umělecký fotograf, známý jako tvůrce asi 2000 fotografií dokumentujících boje Varšavského povstání. Byl fotoreportérem a dopisovatelem jménem vládního delegáta pro Polsko a vrchního velitele domácí armády.

## Životopis
Když vypukla druhá světová válka, ve věku 14 let se stal spojkou u velitelství protiletecké obrany. Za nacistické okupace působil v podzemí. Bydlel na ul. Tamka 23. V roce 1940 absolvoval tajný kurz techniky fotografie vedený prof. Romanem Niemczyńskim. V roce 1941 byl vyslán vládní delegací do německé filmové a fotografické společnosti Fotoris, pracující pro propagandu Třetí říše. Ve Fotorisu byla tajná buňka, která se zabývala zachycováním německých fotografií. V jejím čele stál inženýr Andrzej Honowski, jeho nejbližším spolupracovníkem byl Mieczysław Kucharski. Fotografie byly podrobeny speciálnímu zpracování (mikrofilmování) a poté přepraveny podzemními kurýry polské vládě do Londýna. V roce 1943 byla tato skupina odhalena. Tomaszewski přežil, ale šéf Andrzej Honowski zemřel v boji proti gestapu.
Když vypuklo Varšavské povstání, stal se jedním z fotoreportérů. Fotografoval v Powiśle, v severním a jižním Śródmieście a v nedaleké Wole. Dne 8. září u ulice Tamka byl vážně zraněn. Poslední fotografie pořídil vleže v bráně svého rodinného domu. Brzy byl poslán do německého zajateckého tábora v Pruszkow, odkud utekl díky pomoci své matky Danuty Puchalské, ošetřovatelky a styčné důstojnice povstání. Na začátku roku 1945 se vrátil do Varšavy. Jeho originální fotografie se podařilo zachránit díky podzemnímu laborantovi Wacławu Zacharské, který negativy vložil do kovových plechovek a ukryl je v bytě na adrese Nowy Świat 46.
Jeho nejstarší bratr, Stanisław Miedza-Tomaszewski, byl také aktivní v podzemí. Byl hlavním umělcem Informačního a propagačního úřadu Velitelství domácí armády.
Jerzy Tomaszewski byl členem čestné rady pro výstavbu Muzea varšavského povstání.
Dne 29. července 2007 jej prezident Lech Kaczyński vyznamenal Důstojnickým křížem Řádu znovuzrozeného Polska. V posledním období svého života vedl Nadaci Nie Zapomniełem, Centrum pro popularizaci dějin druhé světové války a okupace Polska. Jeho pohřební obřad se konal 30. ledna 2016 ve farním kostele v Kamionně.

## Galerie

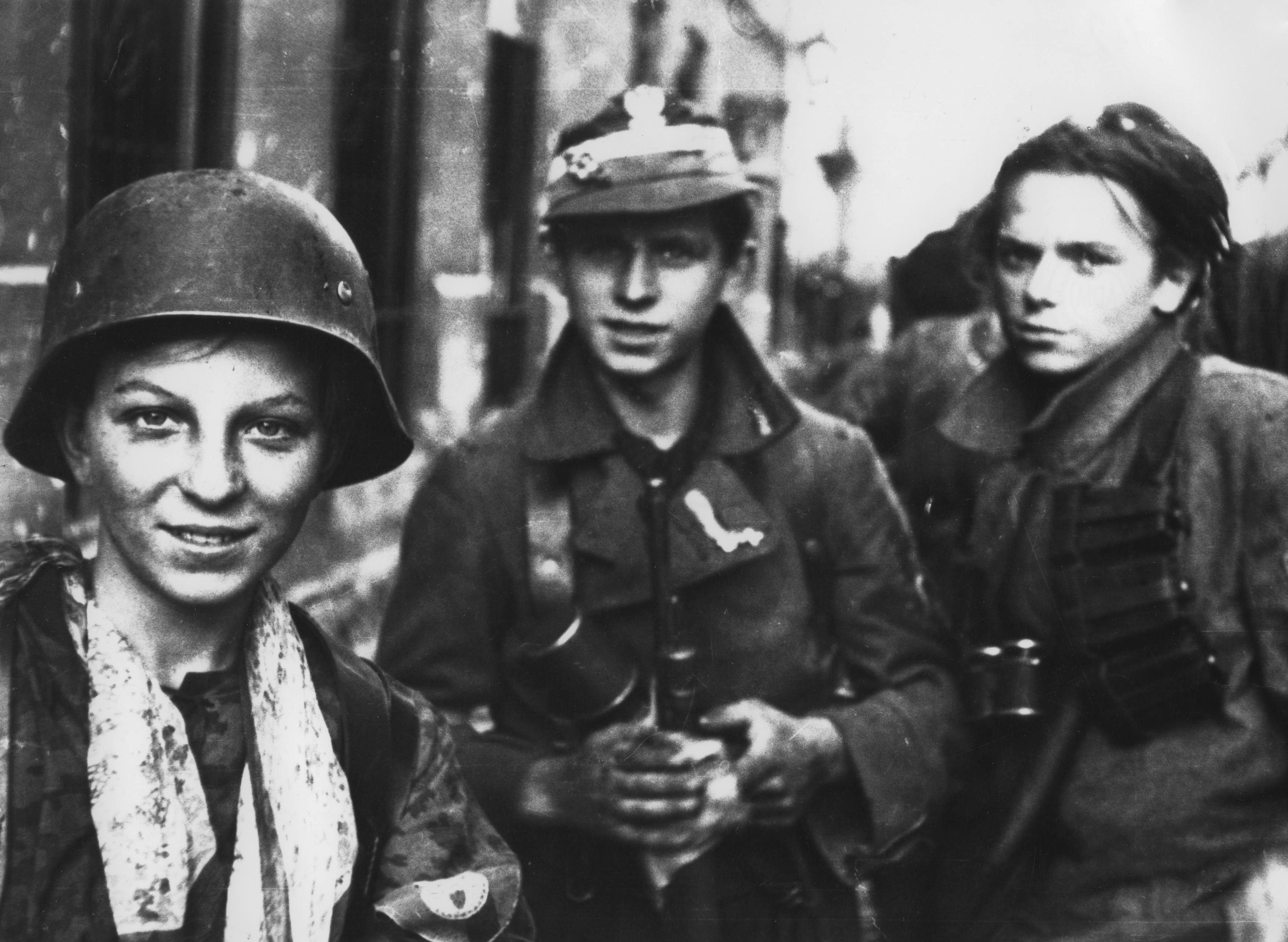
Vojáci skupiny „Radosław“ po několika hodinách procházeli stokou z náměstí Krasińskich do ulice Warecka v centru města, ráno 2. září 1944. Tadeusz Rajszczak „Maszynka“ z praporu „Miotła“ , první zleva.
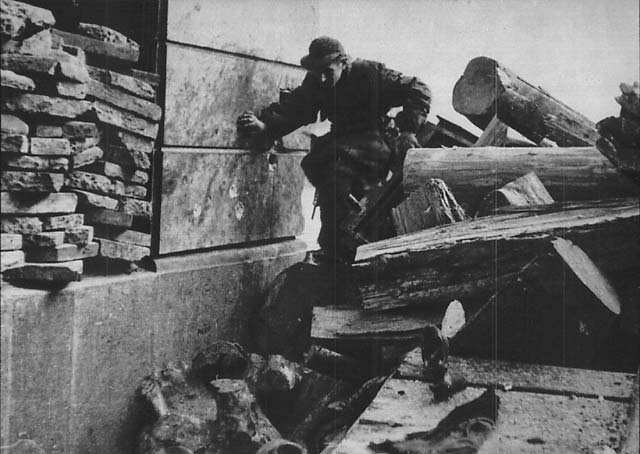
Vojáci procházejí barikádou, Nowy Świat
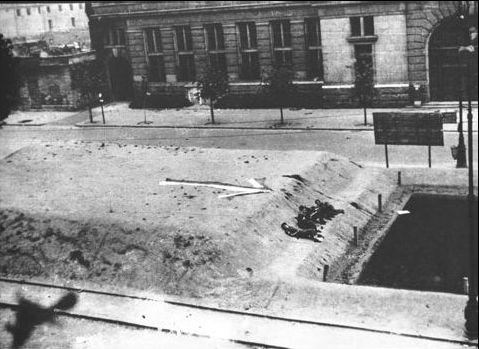
Přípravy na přijetí pomoci ze vzduchu. Od 4. do 5. srpna 1944 začaly americké a britské vzdušné síly shazovat potraviny, zbraně a munici. Vpravo nádrž požární vody vybudovaná Němci.